# Critérium del Dauphiné 2020
La 72.ª edición de la competición ciclista Critérium del Dauphiné fue una carrera de ciclismo en ruta por etapas que se celebró entre el 12 y el 16 de agosto de 2020 en Francia con inicio en la ciudad de Clermont-Ferrand y final en la ciudad de Megève sobre un recorrido de 817,5 kilómetros.
La carrera formó parte del UCI WorldTour 2020, calendario ciclístico de máximo nivel mundial, siendo la novena carrera de dicho circuito y fue ganada por el colombiano Daniel Felipe Martínez del EF. Completaron el podio, como segundo y tercer clasificado respectivamente, los franceses Thibaut Pinot del Groupama-FDJ y Guillaume Martin del Cofidis, Solutions Crédits.

## Equipos participantes
Tomaron parte en la carrera 23 equipos: 19 de categoría UCI WorldTeam y 4 de categoría UCI ProTeam. Formaron así un pelotón de 161 ciclistas de los que acabaron 106. Los equipos participantes fueron:
| WorldTeams (19)- AG2R La Mondiale - Astana - Bahrain McLaren - Bora-Hansgrohe - CCC Team - Cofidis - Deceuninck-Quick Step - EF Pro Cycling - Groupama-FDJ - Israel Start-Up Nation - Lotto Soudal - Mitchelton-Scott - Movistar Team - NTT Pro Cycling - Ineos - Jumbo-Visma - Team Sunweb - Trek-Segafredo - UAE Team Emirates ProTeams (4)- Arkéa-Samsic - B&B Hotels-Vital Concept p/b KTM - Circus-Wanty Gobert - Total Direct Énergie |
| |

## Recorrido
El Critérium del Dauphiné dispuso de cinco etapas divido en una etapa media montaña, y cuatro etapas de alta montaña para un recorrido total de 817,5 kilómetros.
| Etapa     | Fecha     | Recorrido                                 | type             | Distancia (km) | Ganador        | Líder                  |
| --------- | --------- | ----------------------------------------- | ---------------- | -------------- | -------------- | ---------------------- |
| 1.ª etapa | 12 de ago | Clermont-Ferrand – Saint-Christo-en-Jarez | etapa escarpada  | 218,5          | Wout van Aert  | Wout van Aert          |
| 2.ª etapa | 13 de ago | Vienne – Col de Porte                     | etapa de montaña | 181            | Primož Roglič  | Primož Roglič          |
| 3.ª etapa | 14 de ago | Corenc – Saint-Martin-de-Belleville       | etapa de montaña | 175,5          | Davide Formolo | Primož Roglič          |
| 4.ª etapa | 15 de ago | Ugine – Megève                            | etapa de montaña | 173            | Lennard Kämna  | Primož Roglič          |
| 5.ª etapa | 16 de ago | Megève – Megève                           | etapa de montaña | 153,5          | Sepp Kuss      | Daniel Felipe Martínez |

## Desarrollo de la carrera

### 1.ª etapa
| Clermont-Ferrand - Saint-Christo-en-Jarez | etapa escarpada | (218,5 km) |

| \| Clasificación de la etapa \| Clasificación de la etapa \| Clasificación de la etapa \| Clasificación de la etapa \| Clasificación de la etapa \| \| Ciclista \| Ciclista \| Equipo \| Tiempo \| \| \| ------------------------- \| ------------------------- \| ------------------------- \| ------------------------- \| ------------------------- \| \| 1.º \| Wout van Aert \| Jumbo-Visma \| 5 h 27 min 42 s \| \| \| 2.º \| Daryl Impey \| Mitchelton-Scott \| + 0 s \| \| \| 3.º \| Egan Bernal \| Team Ineos \| + 0 s \| \| \| 4.º \| Alejandro Valverde \| Movistar Team \| + 0 s \| \| \| 5.º \| Tadej Pogačar \| UAE Team Emirates \| + 0 s \| \| \| 6.º \| Alexéi Lutsenko \| Astana \| + 0 s \| \| \| 7.º \| Sergio Higuita \| EF Pro Cycling \| + 0 s \| \| \| 8.º \| Benoît Cosnefroy \| AG2R La Mondiale \| + 0 s \| \| \| 9.º \| Primož Roglič \| Jumbo-Visma \| + 0 s \| \| \| 10.º \| Guillaume Martin \| Cofidis \| + 0 s \| \| |                    |                   |                 |
| |                    |                   |                 |
| Fuente: ProCyclingStats |                    |                   |                 |
| Clasificación de la etapa |                    |                   |                 |
| Ciclista | Ciclista           | Equipo            | Tiempo          |
| 1.º | Wout van Aert      | Jumbo-Visma       | 5 h 27 min 42 s |
| 2.º | Daryl Impey        | Mitchelton-Scott  | + 0 s           |
| 3.º | Egan Bernal        | Team Ineos        | + 0 s           |
| 4.º | Alejandro Valverde | Movistar Team     | + 0 s           |
| 5.º | Tadej Pogačar      | UAE Team Emirates | + 0 s           |
| 6.º | Alexéi Lutsenko    | Astana            | + 0 s           |
| 7.º | Sergio Higuita     | EF Pro Cycling    | + 0 s           |
| 8.º | Benoît Cosnefroy   | AG2R La Mondiale  | + 0 s           |
| 9.º | Primož Roglič      | Jumbo-Visma       | + 0 s           |
| 10.º | Guillaume Martin   | Cofidis           | + 0 s           |

| \| Clasificación general \| Clasificación general \| Clasificación general \| Clasificación general \| Clasificación general \| \| Ciclista \| Ciclista \| Equipo \| Tiempo \| \| \| --------------------- \| --------------------- \| --------------------- \| --------------------- \| --------------------- \| \| 1.º \| Wout van Aert \| Jumbo-Visma \| 5 h 27 min 32 s \| \| \| 2.º \| Daryl Impey \| Mitchelton-Scott \| + 4 s \| \| \| 3.º \| Egan Bernal \| Team Ineos \| + 6 s \| \| \| 4.º \| Alejandro Valverde \| Movistar Team \| + 10 s \| \| \| 5.º \| Tadej Pogačar \| UAE Team Emirates \| + 10 s \| \| \| 6.º \| Alexéi Lutsenko \| Astana \| + 10 s \| \| \| 7.º \| Sergio Higuita \| EF Pro Cycling \| + 10 s \| \| \| 8.º \| Benoît Cosnefroy \| AG2R La Mondiale \| + 10 s \| \| \| 9.º \| Primož Roglič \| Jumbo-Visma \| + 10 s \| \| \| 10.º \| Guillaume Martin \| Cofidis \| + 10 s \| \| |                    |                   |                 |
| |                    |                   |                 |
| Fuente: ProCyclingStats |                    |                   |                 |
| Clasificación general |                    |                   |                 |
| Ciclista | Ciclista           | Equipo            | Tiempo          |
| 1.º | Wout van Aert      | Jumbo-Visma       | 5 h 27 min 32 s |
| 2.º | Daryl Impey        | Mitchelton-Scott  | + 4 s           |
| 3.º | Egan Bernal        | Team Ineos        | + 6 s           |
| 4.º | Alejandro Valverde | Movistar Team     | + 10 s          |
| 5.º | Tadej Pogačar      | UAE Team Emirates | + 10 s          |
| 6.º | Alexéi Lutsenko    | Astana            | + 10 s          |
| 7.º | Sergio Higuita     | EF Pro Cycling    | + 10 s          |
| 8.º | Benoît Cosnefroy   | AG2R La Mondiale  | + 10 s          |
| 9.º | Primož Roglič      | Jumbo-Visma       | + 10 s          |
| 10.º | Guillaume Martin   | Cofidis           | + 10 s          |

### 2.ª etapa
| Vienne - Col de Porte | etapa de montaña | (181 km) |

| \| Clasificación de la etapa \| Clasificación de la etapa \| Clasificación de la etapa \| Clasificación de la etapa \| Clasificación de la etapa \| \| Ciclista \| Ciclista \| Equipo \| Tiempo \| \| \| ------------------------- \| ------------------------- \| ------------------------- \| ------------------------- \| ------------------------- \| \| 1.º \| Primož Roglič \| Jumbo-Visma \| 3 h 39 min 40 s \| \| \| 2.º \| Thibaut Pinot \| Groupama-FDJ \| + 8 s \| \| \| 3.º \| Emanuel Buchmann \| Bora-Hansgrohe \| + 8 s \| \| \| 4.º \| Guillaume Martin \| Cofidis \| + 8 s \| \| \| 5.º \| Nairo Quintana \| Arkéa-Samsic \| + 10 s \| \| \| 6.º \| Miguel Ángel López \| Astana \| + 10 s \| \| \| 7.º \| Daniel Felipe Martínez \| EF Pro Cycling \| + 10 s \| \| \| 8.º \| Mikel Landa \| Bahrain McLaren \| + 10 s \| \| \| 9.º \| Richie Porte \| Trek-Segafredo \| + 10 s \| \| \| 10.º \| Egan Bernal \| Team Ineos \| + 10 s \| \| |                        |                 |                 |
| |                        |                 |                 |
| Fuente: ProCyclingStats |                        |                 |                 |
| Clasificación de la etapa |                        |                 |                 |
| Ciclista | Ciclista               | Equipo          | Tiempo          |
| 1.º | Primož Roglič          | Jumbo-Visma     | 3 h 39 min 40 s |
| 2.º | Thibaut Pinot          | Groupama-FDJ    | + 8 s           |
| 3.º | Emanuel Buchmann       | Bora-Hansgrohe  | + 8 s           |
| 4.º | Guillaume Martin       | Cofidis         | + 8 s           |
| 5.º | Nairo Quintana         | Arkéa-Samsic    | + 10 s          |
| 6.º | Miguel Ángel López     | Astana          | + 10 s          |
| 7.º | Daniel Felipe Martínez | EF Pro Cycling  | + 10 s          |
| 8.º | Mikel Landa            | Bahrain McLaren | + 10 s          |
| 9.º | Richie Porte           | Trek-Segafredo  | + 10 s          |
| 10.º | Egan Bernal            | Team Ineos      | + 10 s          |

| \| Clasificación general \| Clasificación general \| Clasificación general \| Clasificación general \| Clasificación general \| \| Ciclista \| Ciclista \| Equipo \| Tiempo \| \| \| --------------------- \| ---------------------- \| --------------------- \| --------------------- \| --------------------- \| \| 1.º \| Primož Roglič \| Jumbo-Visma \| 9 h 07 min 12 s \| \| \| 2.º \| Thibaut Pinot \| Groupama-FDJ \| + 12 s \| \| \| 3.º \| Emanuel Buchmann \| Bora-Hansgrohe \| + 14 s \| \| \| 4.º \| Egan Bernal \| Team Ineos \| + 16 s \| \| \| 5.º \| Guillaume Martin \| Cofidis \| + 18 s \| \| \| 6.º \| Nairo Quintana \| Arkéa-Samsic \| + 20 s \| \| \| 7.º \| Richie Porte \| Trek-Segafredo \| + 20 s \| \| \| 8.º \| Mikel Landa \| Bahrain McLaren \| + 20 s \| \| \| 9.º \| Miguel Ángel López \| Astana \| + 20 s \| \| \| 10.º \| Daniel Felipe Martínez \| EF Pro Cycling \| + 20 s \| \| |                        |                 |                 |
| |                        |                 |                 |
| Fuente: ProCyclingStats |                        |                 |                 |
| Clasificación general |                        |                 |                 |
| Ciclista | Ciclista               | Equipo          | Tiempo          |
| 1.º | Primož Roglič          | Jumbo-Visma     | 9 h 07 min 12 s |
| 2.º | Thibaut Pinot          | Groupama-FDJ    | + 12 s          |
| 3.º | Emanuel Buchmann       | Bora-Hansgrohe  | + 14 s          |
| 4.º | Egan Bernal            | Team Ineos      | + 16 s          |
| 5.º | Guillaume Martin       | Cofidis         | + 18 s          |
| 6.º | Nairo Quintana         | Arkéa-Samsic    | + 20 s          |
| 7.º | Richie Porte           | Trek-Segafredo  | + 20 s          |
| 8.º | Mikel Landa            | Bahrain McLaren | + 20 s          |
| 9.º | Miguel Ángel López     | Astana          | + 20 s          |
| 10.º | Daniel Felipe Martínez | EF Pro Cycling  | + 20 s          |

### 3.ª etapa
| Corenc - Saint-Martin-de-Belleville | etapa de montaña | (175,5 km) |

| \| Clasificación de la etapa \| Clasificación de la etapa \| Clasificación de la etapa \| Clasificación de la etapa \| Clasificación de la etapa \| \| Ciclista \| Ciclista \| Equipo \| Tiempo \| \| \| ------------------------- \| ------------------------- \| ------------------------- \| ------------------------- \| ------------------------- \| \| 1.º \| Davide Formolo \| UAE Team Emirates \| 4 h 06 min 56 s \| \| \| 2.º \| Primož Roglič \| Jumbo-Visma \| + 33 s \| \| \| 3.º \| Thibaut Pinot \| Groupama-FDJ \| + 33 s \| \| \| 4.º \| Emanuel Buchmann \| Bora-Hansgrohe \| + 33 s \| \| \| 5.º \| Daniel Felipe Martínez \| EF Pro Cycling \| + 33 s \| \| \| 6.º \| Mikel Landa \| Bahrain McLaren \| + 33 s \| \| \| 7.º \| Guillaume Martin \| Cofidis \| + 33 s \| \| \| 8.º \| Tadej Pogačar \| UAE Team Emirates \| + 33 s \| \| \| 9.º \| Pavel Sivakov \| Team Ineos \| + 39 s \| \| \| 10.º \| Miguel Ángel López \| Astana \| + 39 s \| \| |                        |                   |                 |
| |                        |                   |                 |
| Fuente: ProCyclingStats |                        |                   |                 |
| Clasificación de la etapa |                        |                   |                 |
| Ciclista | Ciclista               | Equipo            | Tiempo          |
| 1.º | Davide Formolo         | UAE Team Emirates | 4 h 06 min 56 s |
| 2.º | Primož Roglič          | Jumbo-Visma       | + 33 s          |
| 3.º | Thibaut Pinot          | Groupama-FDJ      | + 33 s          |
| 4.º | Emanuel Buchmann       | Bora-Hansgrohe    | + 33 s          |
| 5.º | Daniel Felipe Martínez | EF Pro Cycling    | + 33 s          |
| 6.º | Mikel Landa            | Bahrain McLaren   | + 33 s          |
| 7.º | Guillaume Martin       | Cofidis           | + 33 s          |
| 8.º | Tadej Pogačar          | UAE Team Emirates | + 33 s          |
| 9.º | Pavel Sivakov          | Team Ineos        | + 39 s          |
| 10.º | Miguel Ángel López     | Astana            | + 39 s          |

| \| Clasificación general \| Clasificación general \| Clasificación general \| Clasificación general \| Clasificación general \| \| Ciclista \| Ciclista \| Equipo \| Tiempo \| \| \| --------------------- \| ---------------------- \| --------------------- \| --------------------- \| --------------------- \| \| 1.º \| Primož Roglič \| Jumbo-Visma \| 13 h 14 min 35 s \| \| \| 2.º \| Thibaut Pinot \| Groupama-FDJ \| + 14 s \| \| \| 3.º \| Emanuel Buchmann \| Bora-Hansgrohe \| + 20 s \| \| \| 4.º \| Guillaume Martin \| Cofidis \| + 24 s \| \| \| 5.º \| Mikel Landa \| Bahrain McLaren \| + 26 s \| \| \| 6.º \| Daniel Felipe Martínez \| EF Pro Cycling \| + 26 s \| \| \| 7.º \| Egan Bernal \| Team Ineos \| + 31 s \| \| \| 8.º \| Miguel Ángel López \| Astana \| + 32 s \| \| \| 9.º \| Nairo Quintana \| Arkéa-Samsic \| + 35 s \| \| \| 10.º \| Richie Porte \| Trek-Segafredo \| + 35 s \| \| |                        |                 |                  |
| |                        |                 |                  |
| Fuente: ProCyclingStats |                        |                 |                  |
| Clasificación general |                        |                 |                  |
| Ciclista | Ciclista               | Equipo          | Tiempo           |
| 1.º | Primož Roglič          | Jumbo-Visma     | 13 h 14 min 35 s |
| 2.º | Thibaut Pinot          | Groupama-FDJ    | + 14 s           |
| 3.º | Emanuel Buchmann       | Bora-Hansgrohe  | + 20 s           |
| 4.º | Guillaume Martin       | Cofidis         | + 24 s           |
| 5.º | Mikel Landa            | Bahrain McLaren | + 26 s           |
| 6.º | Daniel Felipe Martínez | EF Pro Cycling  | + 26 s           |
| 7.º | Egan Bernal            | Team Ineos      | + 31 s           |
| 8.º | Miguel Ángel López     | Astana          | + 32 s           |
| 9.º | Nairo Quintana         | Arkéa-Samsic    | + 35 s           |
| 10.º | Richie Porte           | Trek-Segafredo  | + 35 s           |

### 4.ª etapa
| Ugine - Megève | etapa de montaña | (173 km) |

| \| Clasificación de la etapa \| Clasificación de la etapa \| Clasificación de la etapa \| Clasificación de la etapa \| Clasificación de la etapa \| \| Ciclista \| Ciclista \| Equipo \| Tiempo \| \| \| ------------------------- \| ------------------------- \| ------------------------- \| ------------------------- \| ------------------------- \| \| 1.º \| Lennard Kämna \| Bora-Hansgrohe \| 4 h 27 min 56 s \| \| \| 2.º \| David de la Cruz \| UAE Team Emirates \| + 41 s \| \| \| 3.º \| Julian Alaphilippe \| Deceuninck-Quick Step \| + 56 s \| \| \| 4.º \| Jack Haig \| Mitchelton-Scott \| + 58 s \| \| \| 5.º \| Kenny Elissonde \| Trek-Segafredo \| + 1 min 02 s \| \| \| 6.º \| Fausto Masnada \| CCC Team \| + 1 min 10 s \| \| \| 7.º \| Michał Kwiatkowski \| Team Ineos \| + 1 min 19 s \| \| \| 8.º \| Marc Hirschi \| Team Sunweb \| + 1 min 43 s \| \| \| 9.º \| Thibaut Pinot \| Groupama-FDJ \| + 3 min 01 s \| \| \| 10.º \| Primož Roglič \| Jumbo-Visma \| + 3 min 01 s \| \| |                    |                       |                 |
| |                    |                       |                 |
| Fuente: ProCyclingStats |                    |                       |                 |
| Clasificación de la etapa |                    |                       |                 |
| Ciclista | Ciclista           | Equipo                | Tiempo          |
| 1.º | Lennard Kämna      | Bora-Hansgrohe        | 4 h 27 min 56 s |
| 2.º | David de la Cruz   | UAE Team Emirates     | + 41 s          |
| 3.º | Julian Alaphilippe | Deceuninck-Quick Step | + 56 s          |
| 4.º | Jack Haig          | Mitchelton-Scott      | + 58 s          |
| 5.º | Kenny Elissonde    | Trek-Segafredo        | + 1 min 02 s    |
| 6.º | Fausto Masnada     | CCC Team              | + 1 min 10 s    |
| 7.º | Michał Kwiatkowski | Team Ineos            | + 1 min 19 s    |
| 8.º | Marc Hirschi       | Team Sunweb           | + 1 min 43 s    |
| 9.º | Thibaut Pinot      | Groupama-FDJ          | + 3 min 01 s    |
| 10.º | Primož Roglič      | Jumbo-Visma           | + 3 min 01 s    |

| \| Clasificación general \| Clasificación general \| Clasificación general \| Clasificación general \| Clasificación general \| \| Ciclista \| Ciclista \| Equipo \| Tiempo \| \| \| --------------------- \| ---------------------- \| --------------------- \| --------------------- \| --------------------- \| \| 1.º \| Primož Roglič \| Jumbo-Visma \| 17 h 45 min 32 s \| \| \| 2.º \| Thibaut Pinot \| Groupama-FDJ \| + 14 s \| \| \| 3.º \| Guillaume Martin \| Cofidis \| + 24 s \| \| \| 4.º \| Mikel Landa \| Bahrain McLaren \| + 26 s \| \| \| 5.º \| Daniel Felipe Martínez \| EF Pro Cycling \| + 26 s \| \| \| 6.º \| Miguel Ángel López \| Astana \| + 32 s \| \| \| 7.º \| Nairo Quintana \| Arkéa-Samsic \| + 35 s \| \| \| 8.º \| Richie Porte \| Trek-Segafredo \| + 35 s \| \| \| 9.º \| Tadej Pogačar \| UAE Team Emirates \| + 1 min 17 s \| \| \| 10.º \| Romain Bardet \| AG2R La Mondiale \| + 1 min 24 s \| \| |                        |                   |                  |
| |                        |                   |                  |
| Fuente: ProCyclingStats |                        |                   |                  |
| Clasificación general |                        |                   |                  |
| Ciclista | Ciclista               | Equipo            | Tiempo           |
| 1.º | Primož Roglič          | Jumbo-Visma       | 17 h 45 min 32 s |
| 2.º | Thibaut Pinot          | Groupama-FDJ      | + 14 s           |
| 3.º | Guillaume Martin       | Cofidis           | + 24 s           |
| 4.º | Mikel Landa            | Bahrain McLaren   | + 26 s           |
| 5.º | Daniel Felipe Martínez | EF Pro Cycling    | + 26 s           |
| 6.º | Miguel Ángel López     | Astana            | + 32 s           |
| 7.º | Nairo Quintana         | Arkéa-Samsic      | + 35 s           |
| 8.º | Richie Porte           | Trek-Segafredo    | + 35 s           |
| 9.º | Tadej Pogačar          | UAE Team Emirates | + 1 min 17 s     |
| 10.º | Romain Bardet          | AG2R La Mondiale  | + 1 min 24 s     |

### 5.ª etapa
| Megève - Megève | etapa de montaña | (153,5 km) |

| \| Clasificación de la etapa \| Clasificación de la etapa \| Clasificación de la etapa \| Clasificación de la etapa \| Clasificación de la etapa \| \| Ciclista \| Ciclista \| Equipo \| Tiempo \| \| \| ------------------------- \| ------------------------- \| ------------------------- \| ------------------------- \| ------------------------- \| \| 1.º \| Sepp Kuss \| Jumbo-Visma \| 3 h 58 min 39 s \| \| \| 2.º \| Daniel Felipe Martínez \| EF Pro Cycling \| + 27 s \| \| \| 3.º \| Tadej Pogačar \| UAE Team Emirates \| + 30 s \| \| \| 4.º \| Pavel Sivakov \| Team Ineos \| + 45 s \| \| \| 5.º \| Tom Dumoulin \| Jumbo-Visma \| + 51 s \| \| \| 6.º \| Lennard Kämna \| Bora-Hansgrohe \| + 51 s \| \| \| 7.º \| Thibaut Pinot \| Groupama-FDJ \| + 1 min 02 s \| \| \| 8.º \| Guillaume Martin \| Cofidis \| + 1 min 04 s \| \| \| 9.º \| Romain Bardet \| AG2R La Mondiale \| + 1 min 06 s \| \| \| 10.º \| Warren Barguil \| Arkéa-Samsic \| + 1 min 06 s \| \| |                        |                   |                 |
| |                        |                   |                 |
| Fuente: ProCyclingStats |                        |                   |                 |
| Clasificación de la etapa |                        |                   |                 |
| Ciclista | Ciclista               | Equipo            | Tiempo          |
| 1.º | Sepp Kuss              | Jumbo-Visma       | 3 h 58 min 39 s |
| 2.º | Daniel Felipe Martínez | EF Pro Cycling    | + 27 s          |
| 3.º | Tadej Pogačar          | UAE Team Emirates | + 30 s          |
| 4.º | Pavel Sivakov          | Team Ineos        | + 45 s          |
| 5.º | Tom Dumoulin           | Jumbo-Visma       | + 51 s          |
| 6.º | Lennard Kämna          | Bora-Hansgrohe    | + 51 s          |
| 7.º | Thibaut Pinot          | Groupama-FDJ      | + 1 min 02 s    |
| 8.º | Guillaume Martin       | Cofidis           | + 1 min 04 s    |
| 9.º | Romain Bardet          | AG2R La Mondiale  | + 1 min 06 s    |
| 10.º | Warren Barguil         | Arkéa-Samsic      | + 1 min 06 s    |

## Clasificaciones finales
- Las clasificaciones finalizaron de la siguiente forma:[4]

### Clasificación general
| \| Clasificación general \| Clasificación general \| Clasificación general \| Clasificación general \| Clasificación general \| \| Ciclista \| Ciclista \| Equipo \| Tiempo \| \| \| --------------------- \| ---------------------- \| --------------------- \| --------------------- \| --------------------- \| \| 1.º \| Daniel Felipe Martínez \| EF Pro Cycling \| 21 h 44 min 58 s \| \| \| 2.º \| Thibaut Pinot \| Groupama-FDJ \| + 29 s \| \| \| 3.º \| Guillaume Martin \| Cofidis \| + 41 s \| \| \| 4.º \| Tadej Pogačar \| UAE Team Emirates \| + 56 s \| \| \| 5.º \| Miguel Ángel López \| Astana \| + 1 min 38 s \| \| \| 6.º \| Romain Bardet \| AG2R La Mondiale \| + 1 min 43 s \| \| \| 7.º \| Tom Dumoulin \| Jumbo-Visma \| + 2 min 07 s \| \| \| 8.º \| Lennard Kämna \| Bora-Hansgrohe \| + 2 min 14 s \| \| \| 9.º \| Warren Barguil \| Arkéa-Samsic \| + 2 min 49 s \| \| \| 10.º \| Sepp Kuss \| Jumbo-Visma \| + 2 min 55 s \| \| |                        |                   |                  |
| |                        |                   |                  |
| Fuente: ProCyclingStats |                        |                   |                  |
| Clasificación general |                        |                   |                  |
| Ciclista | Ciclista               | Equipo            | Tiempo           |
| 1.º | Daniel Felipe Martínez | EF Pro Cycling    | 21 h 44 min 58 s |
| 2.º | Thibaut Pinot          | Groupama-FDJ      | + 29 s           |
| 3.º | Guillaume Martin       | Cofidis           | + 41 s           |
| 4.º | Tadej Pogačar          | UAE Team Emirates | + 56 s           |
| 5.º | Miguel Ángel López     | Astana            | + 1 min 38 s     |
| 6.º | Romain Bardet          | AG2R La Mondiale  | + 1 min 43 s     |
| 7.º | Tom Dumoulin           | Jumbo-Visma       | + 2 min 07 s     |
| 8.º | Lennard Kämna          | Bora-Hansgrohe    | + 2 min 14 s     |
| 9.º | Warren Barguil         | Arkéa-Samsic      | + 2 min 49 s     |
| 10.º | Sepp Kuss              | Jumbo-Visma       | + 2 min 55 s     |

### Clasificación de la montaña
| Clasificación de la montaña | Clasificación de la montaña | Clasificación de la montaña | Clasificación de la montaña | Clasificación de la montaña |
| Ciclista                    | Ciclista                    | Equipo                      | Puntos                      |                             |
| --------------------------- | --------------------------- | --------------------------- | --------------------------- | --------------------------- |
| 1.º                         | David de la Cruz            | UAE Team Emirates           | 68 pts                      |                             |
| 2.º                         | Julian Alaphilippe          | Deceuninck-Quick Step       | 52 pts                      |                             |
| 3.º                         | Fausto Masnada              | CCC Team                    | 28 pts                      |                             |
| 4.º                         | Pavel Sivakov               | Team Ineos                  | 26 pts                      |                             |
| 5.º                         | Thibaut Pinot               | Groupama-FDJ                | 26 pts                      |                             |
| 6.º                         | Davide Formolo              | UAE Team Emirates           | 25 pts                      |                             |
| 7.º                         | Sepp Kuss                   | Jumbo-Visma                 | 19 pts                      |                             |
| 8.º                         | Michael Schär               | CCC Team                    | 16 pts                      |                             |
| 9.º                         | Tadej Pogačar               | UAE Team Emirates           | 15 pts                      |                             |
| 10.º                        | Lennard Kämna               | Bora-Hansgrohe              | 12 pts                      |                             |

### Clasificación de los puntos
| Clasificación por puntos | Clasificación por puntos | Clasificación por puntos | Clasificación por puntos | Clasificación por puntos |
| Ciclista                 | Ciclista                 | Equipo                   | Puntos                   |                          |
| ------------------------ | ------------------------ | ------------------------ | ------------------------ | ------------------------ |
| 1.º                      | Wout van Aert            | Jumbo-Visma              | 29 pts                   |                          |
| 2.º                      | Tadej Pogačar            | UAE Team Emirates        | 29 pts                   |                          |
| 3.º                      | Thibaut Pinot            | Groupama-FDJ             | 28 pts                   |                          |
| 4.º                      | Daniel Felipe Martínez   | EF Pro Cycling           | 22 pts                   |                          |
| 5.º                      | Daryl Impey              | Mitchelton-Scott         | 22 pts                   |                          |
| 6.º                      | Guillaume Martin         | Cofidis                  | 21 pts                   |                          |
| 7.º                      | Lennard Kämna            | Bora-Hansgrohe           | 20 pts                   |                          |
| 8.º                      | Pavel Sivakov            | Team Ineos               | 20 pts                   |                          |
| 9.º                      | Davide Formolo           | UAE Team Emirates        | 19 pts                   |                          |
| 10.º                     | Alejandro Valverde       | Movistar Team            | 18 pts                   |                          |

### Clasificación de los jóvenes
| Clasificación del mejor joven | Clasificación del mejor joven | Clasificación del mejor joven | Clasificación del mejor joven | Clasificación del mejor joven |
| Ciclista                      | Ciclista                      | Equipo                        | Tiempo                        |                               |
| ----------------------------- | ----------------------------- | ----------------------------- | ----------------------------- | ----------------------------- |
| 1.º                           | Daniel Felipe Martínez        | EF Pro Cycling                | 21 h 44 min 58 s              |                               |
| 2.º                           | Tadej Pogačar                 | UAE Team Emirates             | + 56 s                        |                               |
| 3.º                           | Lennard Kämna                 | Bora-Hansgrohe                | + 2 min 14 s                  |                               |
| 4.º                           | Pavel Sivakov                 | Team Ineos                    | + 3 min 10 s                  |                               |
| 5.º                           | Enric Mas                     | Movistar Team                 | + 22 min 33 s                 |                               |
| 6.º                           | Valentin Madouas              | Groupama-FDJ                  | + 26 min 51 s                 |                               |
| 7.º                           | Marc Hirschi                  | Team Sunweb                   | + 31 min 15 s                 |                               |
| 8.º                           | Harm Vanhoucke                | Lotto-Soudal                  | + 1 h 04 min 54 s             |                               |
| 9.º                           | Niklas Eg                     | Trek-Segafredo                | + 1 h 05 min 18 s             |                               |
| 10.º                          | William Barta                 | CCC Team                      | + 1 h 06 min 36 s             |                               |

### Clasificación por equipos
| Clasificación por equipos | Clasificación por equipos | Clasificación por equipos | Clasificación por equipos |
| Equipo                    | Equipo                    | Tiempo                    |                           |
| ------------------------- | ------------------------- | ------------------------- | ------------------------- |
| 1.º                       | Jumbo-Visma               | 65 h 32 min 37 s          |                           |
| 2.º                       | Groupama-FDJ              | + 18 min 51 s             |                           |
| 3.º                       | Ineos                     | + 21 min 55 s             |                           |
| 4.º                       | Movistar Team             | + 40 min 36 s             |                           |
| 5.º                       | UAE Team Emirates         | + 47 min 49 s             |                           |
| 6.º                       | EF Pro Cycling            | + 49 min 57 s             |                           |
| 7.º                       | Trek-Segafredo            | + 55 min 43 s             |                           |
| 8.º                       | Bahrain McLaren           | + 1 h 02 min 53 s         |                           |
| 9.º                       | Cofidis                   | + 1 h 08 min 00 s         |                           |
| 10.º                      | Astana                    | + 1 h 11 min 40 s         |                           |

## Evolución de las clasificaciones
| Etapa                   | Vencedor                | Clasificación general  | Clasificación de la montaña | Clasificación de los puntos | Clasificación de los jóvenes | Clasificación por equipos |
| ----------------------- | ----------------------- | ---------------------- | --------------------------- | --------------------------- | ---------------------------- | ------------------------- |
| 1.ª                     | Wout van Aert           | Wout van Aert          | Michael Schär               | Wout van Aert               | Egan Bernal                  | Jumbo-Visma               |
| 2.ª                     | Primož Roglič           | Primož Roglič          | Michael Schär               | Wout van Aert               | Egan Bernal                  | Jumbo-Visma               |
| 3.ª                     | Davide Formolo          | Primož Roglič          | Davide Formolo              | Primož Roglič               | Daniel Felipe Martínez       | Jumbo-Visma               |
| 4.ª                     | Lennard Kämna           | Primož Roglič          | David de la Cruz            | Primož Roglič               | Daniel Felipe Martínez       | Jumbo-Visma               |
| 5.ª                     | Sepp Kuss               | Daniel Felipe Martínez | David de la Cruz            | Wout van Aert               | Daniel Felipe Martínez       | Jumbo-Visma               |
| Clasificaciones finales | Clasificaciones finales | Daniel Felipe Martínez | David de la Cruz            | Wout van Aert               | Daniel Felipe Martínez       | Jumbo-Visma               |

## Ciclistas participantes y posiciones finales
Convenciones:
- AB-N: Abandono en la etapa N
- FLT-N: Retiro por llegada fuera del límite de tiempo en la etapa N
- NTS-N: No tomó la salida para la etapa N
- DES-N: Descalificado o expulsado en la etapa N

## UCI World Ranking
El Critérium del Dauphiné otorgó puntos para el UCI World Ranking para corredores de los equipos en las categorías UCI WorldTeam, UCI ProTeam y Continental. Las siguientes tablas son el baremo de puntuación y los 10 corredores que obtuvieron más puntos:
| Posición              | 1.º | 2.º | 3.º | 4.º | 5.º | 6.º | 7.º | 8.º | 9.º | 10.º | 11.º | 12.º | 13.º | 14.º | 15.º | 16.º-20.º | 21.º-30.º | 31.º-50.º | 51.º-55.º | 56.º-60.º |
| Clasificación general | 500 | 400 | 325 | 275 | 225 | 175 | 150 | 125 | 100 | 85   | 70   | 60   | 50   | 40   | 35   | 30        | 20        | 10        | 5         | 3         |
| Por etapa             | 60  | 25  | 10  |     |     |     |     |     |     |      |      |      |      |      |      |           |           |           |           |           |
| Líder                 | 10  |     |     |     |     |     |     |     |     |      |      |      |      |      |      |           |           |           |           |           |

| Clasificación |                        |                            |         |       |       |       |
| Posición      | Ciclista               | Equipo                     | General | Etapa | Líder | Total |
| ------------- | ---------------------- | -------------------------- | ------- | ----- | ----- | ----- |
| 1.º           | Daniel Felipe Martínez | EF                         | 500     | 25    | -     | 525   |
| 2.º           | Thibaut Pinot          | Groupama-FDJ               | 400     | 35    | -     | 435   |
| 3.º           | Guillaume Martin       | Cofidis, Solutions Crédits | 325     | -     | -     | 325   |
| 4.º           | Tadej Pogačar          | UAE Emirates               | 275     | 10    | -     | 285   |
| 5.º           | Miguel Ángel López     | Astana                     | 225     | -     | -     | 225   |
| 6.º           | Lennard Kämna          | Bora-Hansgrohe             | 125     | 60    | -     | 185   |
| 7.º           | Romain Bardet          | AG2R La Mondiale           | 175     | -     | -     | 175   |
| 8.º           | Tom Dumoulin           | Jumbo-Visma                | 150     | -     | -     | 150   |
| 9.º           | Sepp Kuss              | Jumbo-Visma                | 85      | 60    | -     | 145   |
| 10.º          | Primož Roglič          | Jumbo-Visma                | -       | 85    | 30    | 115   |